# AA Campos Elíseos
AA Campos Elíseos was een Braziliaanse voetbalclub uit de stad São Paulo in de staat São Paulo.

## Geschiedenis
De club werd opgericht in 1912. In 1914 werd de club toegelaten tot het Campeonato Paulista, dat in twee kampioenschappen gesplitst was. De club werd in het eerste seizoen vicekampioen achter Corinthians. Ook in 1915 werd de club vicekampioen, nu achter Germânia. Nadat in 1917 de twee competities weer samen gevoegd werden belandde de club in de tweede klasse en werd een deel van de sportclub Associação Paulista de Esportes Atléticos. Het voetbal verschoof hierna snel naar de achtergrond.